# Toffen
Toffen är en ort och kommun i distriktet Bern-Mittelland i kantonen Bern, Schweiz. Kommunen har 1 195 invånare (2023).
Toffen är belägen i nedre delen av Gürbetal, och gränsar i norr till Belp. Orten kan räknas som en av Berns yttre förorter, och relativt många av invånarna arbetspendlar dit.